# Primary (film)
Ne pas confondre avec Primary, chanson du groupe The Cure.
Pour plus de détails, voir Fiche technique et Distribution.
Primary est un film documentaire américain réalisé par Robert Drew en 1960.

## Synopsis
Primary est un film documentaire sur les élections primaires du parti démocrate, entre John F. Kennedy et Hubert Humphrey, pour les élections de 1960 à la présidence des États-Unis.

## Introspection dans la personnalité des candidats aux élections primaires de 1960 à travers le cinéma-vérité de «Primary»
L’attention médiatique et le culte de personnalité des candidats sont devenus des symboles de la modernité des campagnes électorales. Ils impliquent un budget considérable pour la publicité et l’accent sur le charisme. La médiatisation du politique est en effet le phénomène observé dans le documentaire « Primary ». 
Le genre documentaire utilisé pour relater les faits de la campagne de 1960 a révélé la formation d’un libéralisme qui se forge aux États-Unis dès 1960 sur le plan politique. En effet, le cinéma-vérité employé par les producteurs Richard Leacock, Robert Drew et Don Alan Pennebaker demeure  une étape révolutionnaire et un point culminant dans le reportage de la réalité à travers le cinéma”. Il met d’autant plus en valeur l'avènement de la médiatisation du politique à travers sa technologie comprenant “des caméras mobiles et versatiles ainsi que des enregistreurs à son synchrone”. Robert Allen et Douglas Gomery développent leur pensée autour de la médiatisation dans leur livre “Film History : Theory and Practice” en précisant que le style-même du cinéma-vérité est parfaite pour l’analyse critique des événements politiques par les populations :  
"Le refus du cinéaste de s’injecter dans l’objet du film a accentué la perception de véracité des images prises sur le film... L’hypothèse implicite ici est que si les gens sensés prennent conscience de la façon dont les choses « sont vraiment », ils prendront des mesures pour corriger les injustices et les inégalités".
Cette citation démontre explicitement les fondements du cinéma-vérité et ses implications sociales. Elle explique l'idée que ce genre cinématographique suscite la rationalité des spectateurs sans qu’il n’y ait d'interférence ou de commentaires pouvant affecter leur opinion personnelle. Elle fait d’ailleurs comprendre la participation des individus dans l’obtention de l’égalité et de la justice sociale. Ainsi, le cinéma- vérité représente les premiers pas d’une démocratisation des médias aux États-Unis et se symbolise à travers le film patriotique "Primary".
Ce documentaire produit par le cinématographe Robert Drew documente la campagne menée par les deux candidats durant les élections primaires démocrates de 1960 au Wisconsin, ayant abouti à la victoire du 35e président des États-Unis John Fitzgerald Kennedy (1917-1963). Il traite des différentes stratégies communicationnelles employées par les deux acteurs Hubert Humphrey (1911-1978) et Kennedy afin de persuader leur public. En effet, le parallélisme entre les deux candidats se constate à travers leurs divers emplois de la rhétorique et leurs différents moyens d’approcher les électeurs. 
Dans le film, Humphrey bat sa campagne essentiellement dans les zones rurales et donne un aspect traditionaliste à ses messages. Il multiplie ses apparitions dans les espaces ruraux pour se rapprocher de ses cibles en contre-attaquant les autres candidats pour leurs utilisations des médias comme source de portrait politique. Il met alors à part un instrument politique crucial dans la communication électorale en préférant le contact direct avec les populations. Cela est illustré dans un extrait de son discours adressé aux fermiers norvégiens durant sa tournée : "Au lieu de lire sur qui vous devriez avoir comme président dans Life Magazine, vous devriez le regarder de près". (Primary, 20 :00-21 :50). Il renforce sa logique populiste en insistant sur son appréhension envers ces nouveaux supports qui prennent progressivement une ampleur considérable. Il condamne ouvertement la fragmentation de la réalité par ces derniers en supposant qu’ils ne s'intéressent guère à la baisse des revenus des fermiers et la chute des prix des produits laitiers par cette phrase : "Life, Times, Fortune, Look and Newsweek don’t give a hoot about your dirty prices". Cependant, cette méthode ne lui sera pas favorable car la simplicité et la clarté de ses propos portent préjudice aux aboutissements de sa campagne : "Il pouvait parler de presque n’importe quel sujet au monde aux cultivateurs, aux ouvriers, aux intellectuels universitaires. Et quand il finissait, il ne restait plus aucun mystère, lui-même n’étant d’ailleurs pas un mystère non-plus". Ainsi, l’esprit humaniste de Humphrey est remis en question dans son approche de la politique. À l’opposé, Kennedy instaure une modernité politique par le biais des médias qu’il utilisait comme objets de propagande. Incontestablement « le président le plus photogénique de l'ère de la television », le “libéral-modéré” personnalise sa campagne en optant davantage pour des photographies, des autographes et des séances de poignée de main. Au cours du film, il "joue tactiquement avec la caméra et la foule" , manipulant ainsi l’image d’un intellectuel bien articulé et plein d’esprit dans le but de sceller sa victoire. À la cinquième minute du film, Kennedy montre implicitement comment le Wisconsin représentait un carrefour politique incontournable dans la détermination du vote des candidats. Il faut noter qu’à cette époque, il était l’un des rares États à impliquer les populations dans le processus électoral grâce au suffrage universel direct. L’image et le contact direct avec les populations deviennent donc un enjeu de taille pour la campagne politique de Kennedy, dans la mesure où il est très présent sur la façade médiatique et qu’il doit démontrer sa crédibilité à son auditoire. Cela est perçu lors de sa séance de photographie (Primary, 14 :23), où il s’ajuste plusieurs fois pour délivrer un bon profil. Par ailleurs, il renforce considérablement son côté charismatique auprès des électeurs en établissant une atmosphère familiale avec la présence de son fils Robert Kennedy et de sa femme Jacqueline vus dans le film, rapprochant ainsi son cercle privé avec les potentiels électeurs. Il parvient effectivement à construire une symbiose entre son image publique et privée. Cela crée la projection d’une image positive de la famille de Kennedy et de son programme politique. Dans cette lancée, le président des États-Unis jusqu’à sa mort en 1963 gagne le terrain de Wisconsin durant les élections primaires de 1960 par l’image qu’il diffuse à travers les médias. En se détournant des méthodes traditionnelles, Kennedy met en place une stratégie électorale en utilisant les « ressources de la famille Kennedy pour recruter des sondeurs d’opinions et émettre des publicités ». La professionnalisation de la communication vers les électeurs et les médias est ainsi l’élément-phare qui aurait favorisé sa victoire.

## Fiche technique
- Réalisation : Robert Drew
- Image : Richard Leacock, Albert Maysles, Donn Alan Pennebaker, Terrence McCartney Filgate, James Lipscomb, Abott Mills
- Production : Gregory Shuker, Hope Ryden
- Durée: 64 minutes
- Année: 1960